# Mark DiFelice
Mark Andrew DiFelice (né le 23 août 1976 à Bryn Mawr, Pennsylvanie, États-Unis) est un ancien lanceur droitier des Ligues majeures de baseball.

## Carrière
Mark DiFelice est drafté le 2 juin 1998 par les Rockies du Colorado.
Encore joueur de Ligues mineures, il est libéré de son contrat chez les Rockies le 31 mars 2004 et signe chez les Orioles de Baltimore le 9 avril 2004. Il enchaine ensuite, toujours en Ligues mineures, dans les organisations des Nationals de Washington (2005) et des Cubs de Chicago (2006) avant de rejoindre les Brewers de Milwaukee le 23 janvier 2007.

### Brewers de Milwaukee
Il débute en Ligue majeure le 18 mai 2008 sous les couleurs des Brewers et remporte sa première victoire le 17 septembre sur les Cubs de Chicago. En 15 sorties comme releveur en 2008, il présente une moyenne de points mérités de 2,84 en 19 manches lancées et 20 retraits sur des prises. Sa victoire sur les Cubs est sa seule décision de la saison régulière.
Jouant sur ses origines italiennes, il est sélectionné en équipe d'Italie pour la Classique mondiale de baseball 2009.
En 2009, il apparaît dans 59 parties des Brewers, chaque fois comme releveur, et présente une moyenne de points mérités de 3,66 en 51 manches et deux tiers lancées, avec quatre victoires et une seule défaite.
Une blessure à l'épaule droite, pour laquelle il est opéré fin 2009, le tient à l'écart du jeu durant toute la saison 2010.
Il revient chez les Brewers avec un contrat des ligues mineures au début 2010. Après avoir livré des performances encourageantes pour les Sounds de Nashville, le club-école des Brewers dans la Ligue de la côte du Pacifique, il revient à Milwaukee en juin mais n'effectue que trois sorties en relève. Il devient agent libre au terme de cette saison. 